# دونكي كونغ كلاسيكس
دونكي كونغ كلاسيكس (بالإنجليزية: Donkey Kong Classics)‏ عبارة عن مجموعة ألعاب فيديو من سلسلة دونكي كونغ، تتكون من لعبتي وهم: دونكي كونغ ودونكي كونغ جونيور. هذه المجموعة مخصصة لنظام نينتندو إنترتينمنت سيستم، التي تم تطويرها بواسطة نينتندو إنترتينمنت أنالسيس أند دفيلوبمنت. تم إصدارها في أكتوبر 1988 في الولايات المتحدة، وفي 10 أغسطس 1989 في أوروبا، ولم يتم إطلاقها في اليابان.
لم يتغير شيء في طريقة اللعب والأوضاع. الاختلاف الوحيد هو الشاشة. أصبحت الآن باللون الأزرق، ويمكن للاعب التبديل بين اللعبتين والوضع الفردي ومتعدد اللاعبين من هناك. إنها بالضبط نفس إصدارات الألعاب الأصلية من نينتندو إنترتينمنت سيستم.